# 强力集团
强力集团（俄语：Могучая кучка），又稱五人樂派、俄國五人組，是一个在1856年到1870年之间俄国圣彼得堡建立的音乐创作小圈子，成员有巴拉基列夫、穆索斯基、里姆斯基-科萨科夫、鲍罗丁和庫宜五人。其中格林卡的学生巴拉基列夫是圈子头头。圈子的目标是互相促进，创作区别于欧洲古典音乐的具有鲜明俄罗斯特色的浪漫派音乐。这5个人除了巴拉基列夫是音乐本科毕业之外，其他都是业余作曲家，然而他们都成为音乐大师。从强力集团开始，俄罗斯如喷泉般地涌现出一批具有国际声誉的作曲家。
該集團成員施影響或者教授了後來的諸多俄罗斯作曲家。格拉祖诺夫其初期作品接近强力集团风格，后力图在作品中将强力集团与柴可夫斯基的风格融合，并大量运用对位法。斯特拉文斯基不僅在1902年夏天待在里姆斯基-科萨科夫于海德堡的家中，且在1905年開始了对斯特拉文斯基其每周兩次的私人教學，直到里姆斯基-科萨科夫于1908年去世為止，故他將里姆斯基-科萨科夫視為“第二父親”。肖斯塔科维奇特別尊崇穆索尔斯基，還改編了穆索尔斯基的歌劇《鲍里斯·戈杜诺夫》，穆索尔斯基的影響還可以在肖斯塔科维奇的作品第11號交響曲中體現。
該集團成員的激進調性還施影響于法國作曲家莫里斯·拉威爾和阿希尔-克洛德·德彪西。

## 多媒體

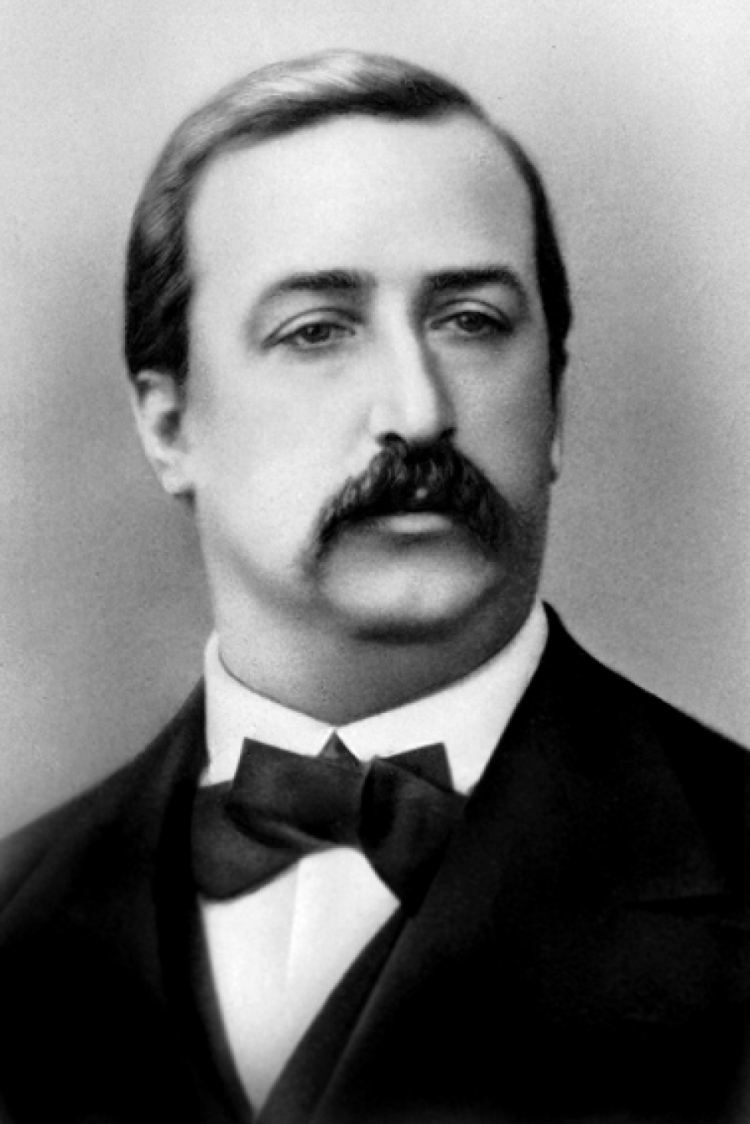
鲍罗丁（1833-1887）
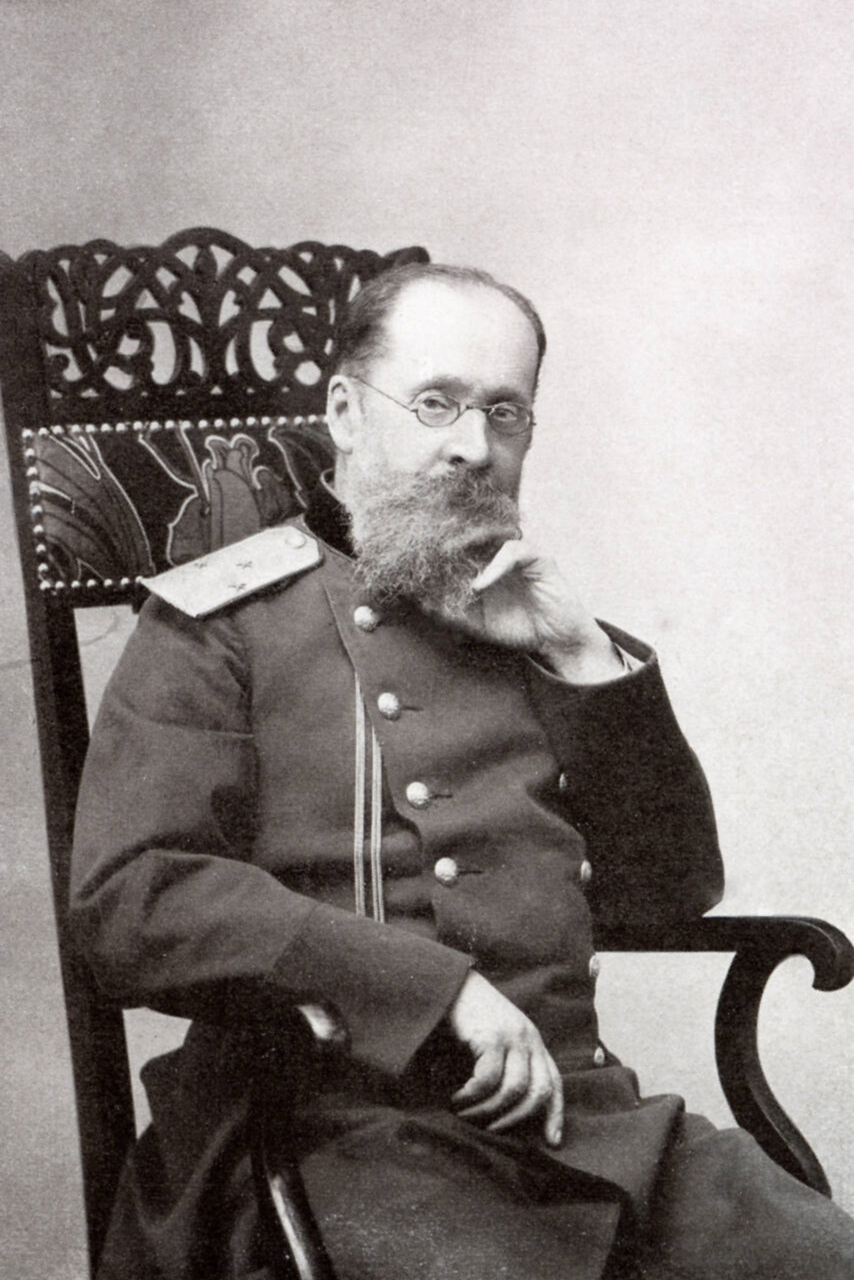
居伊（1835-1918）
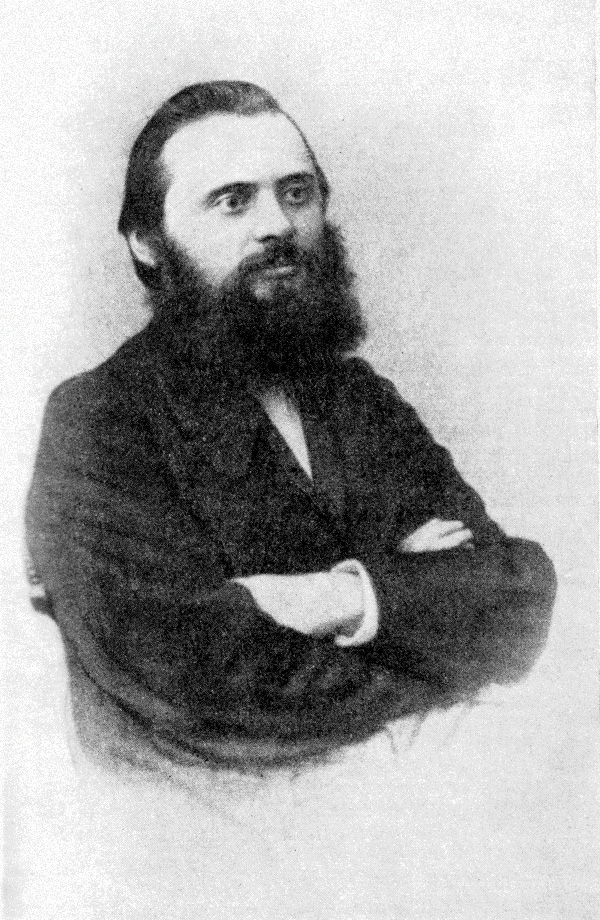
巴拉基列夫（1837-1910）
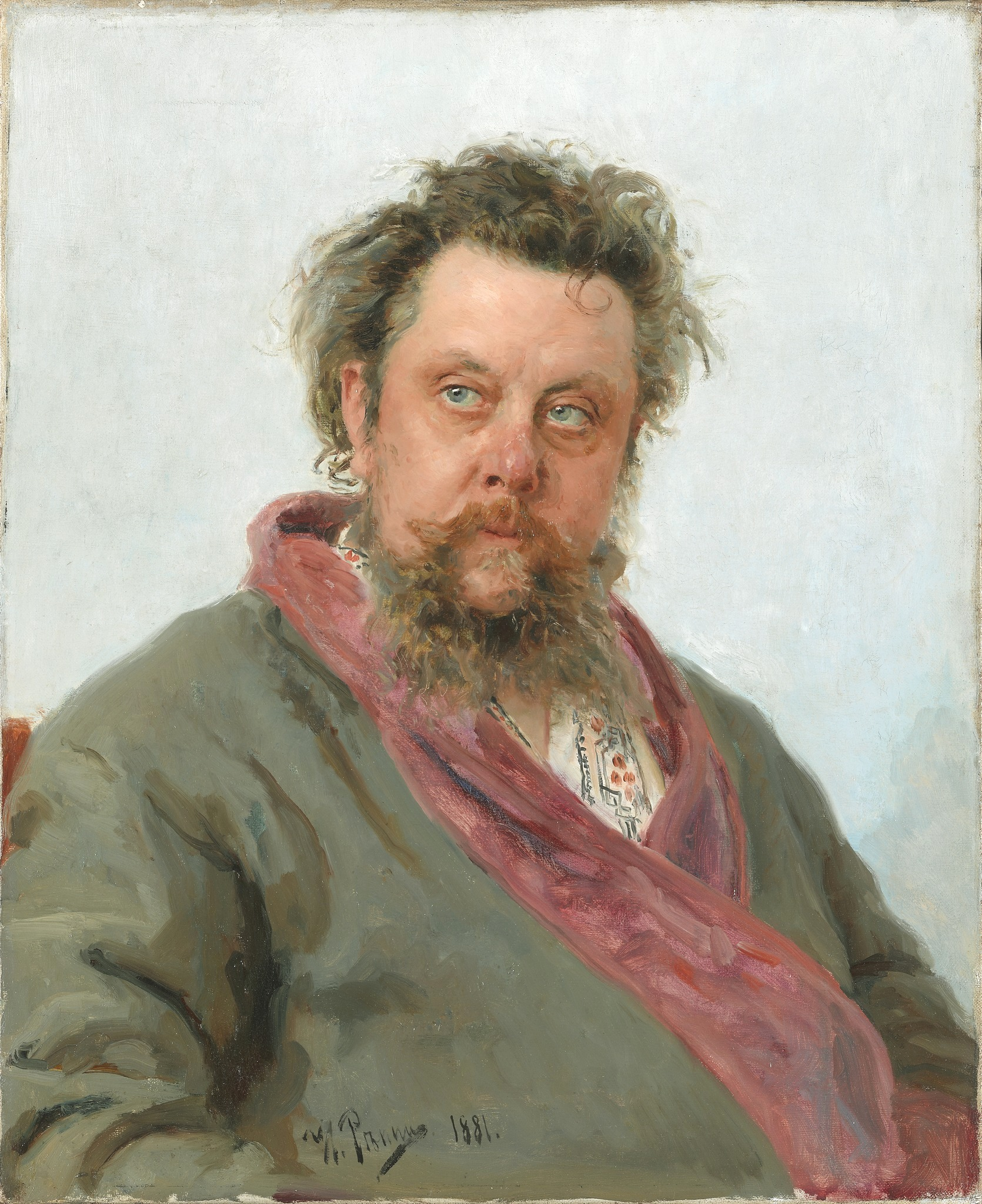
穆索尔斯基（1839-1881）
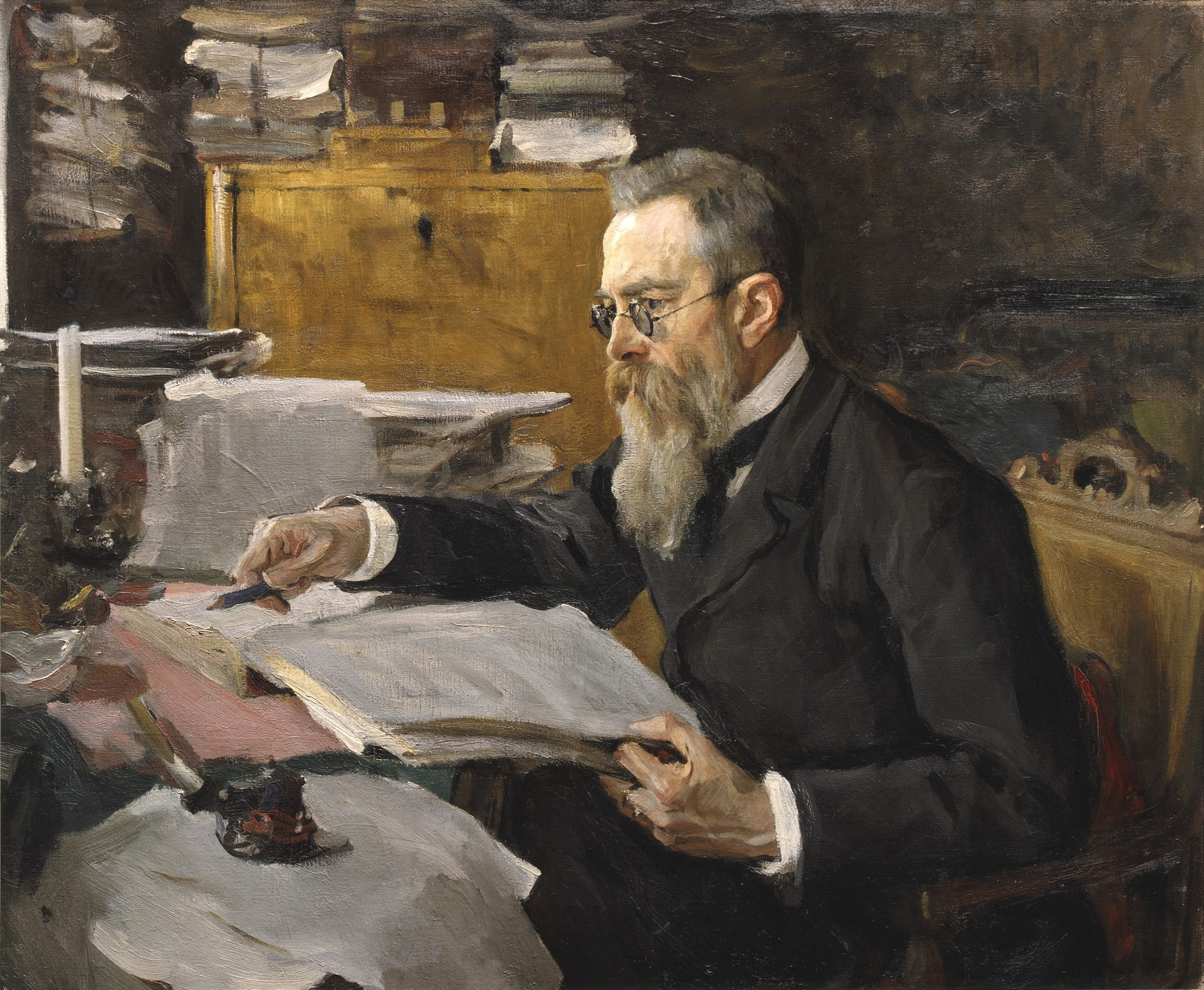
里姆斯基-科萨科夫（1844-1908）